# Peelander-Z
Peelander-Z ist eine US-amerikanische Punkrock-Band aus dem texanischen Austin. Ihre Markenzeichen sind farbcodierte Kostüme und passende Künstlernamen.

## Geschichte
Peelander-Z wurde 1998 von Kengo Hioki (Gitarre), Kotaro Tsukada (Bass) und Kazuki Yamamoto (Schlagzeug) gegründet. Alle Gründungsmitglieder waren gebürtige Japaner, die zu diesem Zeitpunkt in New York lebten. Hioki und Tsukada waren schon länger befreundet, Hioki war zuvor wenig erfolgreich als Maler tätig gewesen.
2000 veröffentlichte die Band ihr erstes Album, Pretty Rock ’n’ Roll Punk, für das sie ihr eigenes Label Eat Rice Records gründete. 2001 absolvierte sie erstmals eine Tournee durch Japan.
Im Juni 2008 verließ Gründungsmitglied Yamamoto die Band aus persönlichen Gründen und wurde durch Akihiko „Peelander Green“ Naruse von der kurz zuvor aufgelösten, japanischen Punkband The Portugal Japan ersetzt. 2009 trat die Band beim US-Festival South by Southwest auf.
Ende 2012 verließ Bassist Tsukada die Band, um sich einer Karriere als Gastronom in New York zu widmen. Er wurde durch Akiteru „Peelander Purple“ Ito ersetzt. Zusätzlich trat Yumiko „Peelander Pink“ Kanazaki der Band als zweite Gitarristin bei. Zu einem unbekannten Zeitpunkt tauschten Ito und Kanazaki die Instrumente.
2013 spielte die Band auf dem Riot Fest in Chicago. Ende des Jahres verließ Schlagzeuger Naruse die Band, da ihm der Tourstress zusetzte und er persönliche Probleme mit Gitarrist Hioki hatte. Die Schlagzeuger wechselten in der Folge häufig, unter anderem war 2014 Becoming-the-Archetype-Schlagzeuger Chris Heaton Teil der Band.
2015 kam Mad Tiger in die Kinos, eine Dokumentation über die Band. Die Regisseure Jonathan Yi und Michael Haertline filmten auch den Alltag der Bandmitglieder abseits der Bühne, wobei der Weggang von Kotaro „Peelander Red“ Tsukada 2012 und dessen Folgen thematisch im Fokus standen. Die Dokumentation enthüllte, dass Hioki und Kanazaki abseits der Bühne ein Ehepaar waren.
2017 trat die Band in der Gong Show des US-Fernsehsenders ABC auf. 2022 zog Gitarrist Ito zurück nach Japan. Peelander-Z machte fortan als Trio weiter.

## Stil
Die Bandmitglieder entwarfen ein distinguiertes Erscheinungsbild für die Band: Jedes Mitglied trägt bei Auftritten ein spezifisches, einfarbiges Kostüm, Alle Bandmitglieder gaben sich Künstlernamen, die aus dem Bandnamen und der Farbe ihres Kostüms bestanden, beispielsweise trägt Gitarrist Hioki ein gelbes Kostüm und nennt sich „Peelander Yellow“. Die Kostüme wechseln; manche orientieren sich an Sentai-Serien, andere an Wrestling-Kostümen. Die Instrumente sind jeweils in den Farben der Kostüme gehalten. In Interviews behaupten die Bandmitglieder, Außerirdische vom fiktiven Planeten Peelander zu sein. Laut Hioki fokussiert sich die Band im Rahmen ihres Gesamtkonzepts nur zu 10 % auf die Musik und zu 90 % auf die Showelemente. Die Showelemente sind dabei konstruiert und entsprechen nicht unbedingt dem Naturell der Bandmitglieder.

“I always say to people ‘happy happy’, but I don’t know the meaning of happiness, to tell the truth.”

Der Chicago Reader bezeichnete die Musik der Band als „görenhafte Bubblegum-Hymnen über Ninja-Highschools und Tacos“, eingebunden in eine Weltraum-Superhelden-Hintergrundgeschichte mit albernen, dynamischen Liveauftritten in Power-Rangers-artigen Kostümen. Als Beispiele für die Bühnenshow benannte das Magazin, die Band „kämpfe gegen Gitarrenkraken, überlasse Zuschauern ihre Instrumente und organisiere Limbotänze“, wobei sie aber stets den Takt halte. Musikalisch biete die Band „Hair-Metal-Verarsche“. Bedford Bowery, ein Stadtteilmagazin des New York Magazine, bezeichnete das Gesamtwirken von Peelander-Z als „Mischung aus Gwar und Shonen Knife“; musikalisch präsentiere die Band „Ramones-artige Pop-Punk-Liedchen über Albernheiten wie Tacos oder Weltraumbowling“. Der Austin Chronicle bezeichnete die Karriere der Band als eine „Geschichte ewiger Auflösung und Neuerfindung“ und ordnete die Band dem Punk-Genre zu. Die Arkansas Democrat-Gazette definierte die Musik der Band als „peppigen Lo-Fi-Punk“, der „direkt aus der DIY-Szene der 1990er-Jahre“ stammen könnte. Die Shows der Band seien „überwältigend“.

## Diskografie

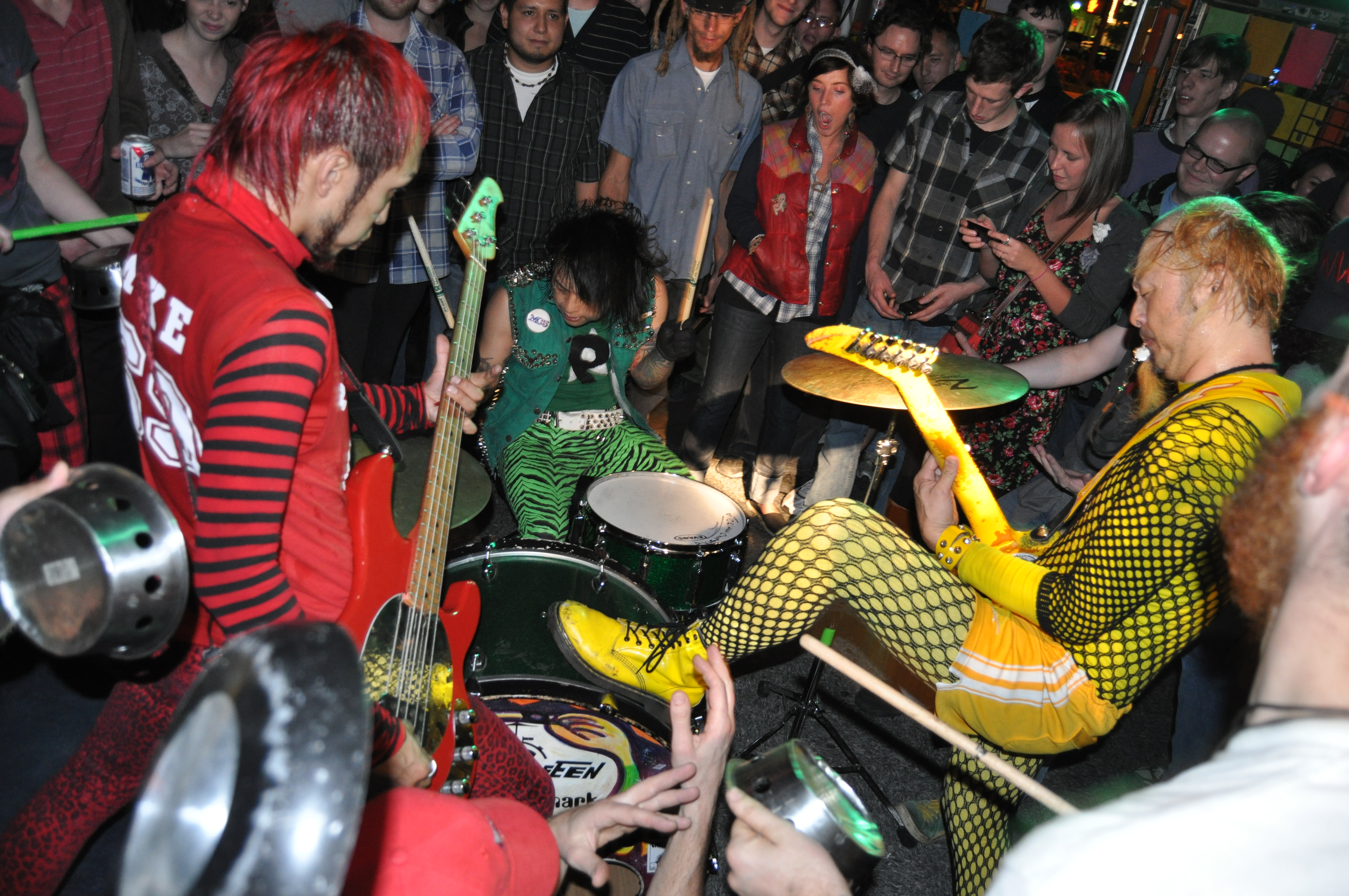
Peelander-Z (2010)

- 2000: Pretty Rock ’n’ Roll Punk (Eat Rice Records)
- 2001: Rocket Gold Star (Eat Rice Records)
- 2003: P-Bone Steak (Swell Records)
- 2004: Dancing Friendly (Eat Rice Records)
- 2006: Happee Mania (Eat Rice Records)
- 2009: P-Pop-High School (Eat Rice Records)
- 2010: P-TV-Z (Chicken Ranch Records)
- 2011: Super DX Hitz (Chicken Ranch Records)
- 2012: Space Vacations (Chicken Ranch Records)
- 2013: Metalander-Z (Chicken Ranch Records)
- 2017: Live At Red 7 (Chicken Ranch Records)
- 2018: Go PZ Go (Chicken Ranch Records)
- 2023: P-Party! Z-Party! (Chicken Ranch Records)